# Вулиця Червона калина
Ву́лиця Черво́на кали́на — вулиця в Дарницькому районі міста Києва, селище Бортничі. Пролягає від Польової вулиці до кінця забудови.

## Історія
Вулиця виникла в середині 2000-х років. Назва — з 2010 року.